# Choucroute alsaziana
La choucroute alsaziana, in francese choucroute d'Alsace, conosciuta anche come choucroute garnie, (traducibile in italiano "choucroute condita" o "crauti conditi") è un piatto a base di carne di maiale e crauti, tipico dell'Alsazia.

## Nome
L'etimologia del termine choucroute è germanica, deriva da "sürkrüt / sauerkraut", che significa "cavolo acido" (i crauti). Localmente, per estensione, il termine indica direttamente la choucroute alsaziana e non solo i crauti.

## Caratteristiche
Il cavolo viene tritato grossolanamente e sottoposto a una fermentazione acida di diverse settimane, prima di essere cucinato. Il cavolo fermentato quindi costituisce la base del piatto, che però viene accompagnato da patate e da alcuni diversi tagli di carne di maiale. In particolare salsicce tipiche tedesche, lardo e pancette, altri insaccati simili al cotechino. Per insaporire si possono aggiungere chiodi di garofano piantati in una cipolla. È un piatto unico molto ricco di grassi.